# Philippe Fattori
Pour les articles homonymes, voir Fattori.
Philippe Fattori, né le 14 décembre 1966, est un triathlète professionnel français, champion de France en 1996, vainqueur de deux étapes de Coupe du monde en 1996 et 1997. Il devient, à partir de 2000, membre de l'encadrement de l'équipe de France de triathlon.

## Biographie

### Carrière
Philippe Fattori participe à son premier triathlon international en 1992 lors d'une manche de la Coupe du monde à Embrun, durant laquelle il termine cinquième. En 1993, il termine neuvième des championnats du monde. Il est également sacré vice-champion de France sur distance olympique, derrière Philippe Méthion. En 1994, le Beauvaisien décroche plusieurs podiums et termine cinquième des championnats du monde. Avec son club, le Racing Club de France, il termine deuxième de la Coupe de France. 
Philippe Fattori finit quatrième des Mondiaux en 1995 puis à nouveau cinquième en 1996, année durant laquelle il remporte son premier triathlon en Coupe du monde, à Rio de Janeiro. Durant cette même année, il est également sacré champion de France, notamment grâce à la partie de course à pied. En 1997, il remporte le triathlon d'Hamilton comptant pour la Coupe du monde.

### Reconversion
En 1995, Philippe Fattori amorce déjà sa reconversion, en devenant éducateur à l'INSEP ; en 1998, il est officiellement nommé comme l'un des cadres de la Fédération française de triathlon.
En 2000, dans une carrière de triathlète à pente descendante, Fattori est candidat pour participer aux Jeux olympiques de 2000 avec l'équipe de France, en parallèle de son activité de conseiller technique national,, mais il n'est finalement pas sélectionné et doit se contenter de son poste dans le staff français. Il est nommé entraîneur de l'équipe de France lors des Jeux de 2004 à Athènes ainsi qu'à ceux de 2008 en Chine. Fattori redevient ensuite conseiller technique national lors des Jeux de 2012 de Londres, devenant également entraîneur au pôle féminin à Montpellier, formant les cadres de la Fédération et les entraîneurs, et s'occupant des relations internationales.
Il est l'entraîneur du triathlète français Anthony Pujades.

## Palmarès
Le tableau présente les résultats les plus significatifs (podium) obtenus sur le circuit national et international de triathlon et de duathlon depuis 1992.
| Année | Compétition                                             | Pays             | Position           | Temps           |
| ----- | ------------------------------------------------------- | ---------------- | ------------------ | --------------- |
| 1999  | Coupe du monde - l'étape de Big Island                  | États-Unis       | Médaille de bronze | 2 h 4 min 19 s  |
| 1997  | Coupe du monde - l'étape de Hamilton                    | Nouvelle-Zélande | Médaille d'or      | 1 h 55 min 25 s |
| 1997  | Championnat de France                                   | France           | Médaille de bronze | Timing          |
| 1996  | Coupe du monde - l'étape de Rio                         | Brésil           | Médaille d'or      | 1 h 45 min 4 s  |
| 1996  | Coupe du monde - l'étape d'Ilhéus                       | Brésil           | Médaille d'argent  | 1 h 55 min 1 s  |
| 1996  | Championnat de France                                   | France           | Médaille d'or      | 1 h 55 min 59 s |
| 1995  | Coupe du monde - l'étape de Derry                       | Royaume-Uni      | Médaille de bronze | 1 h 51 min 57 s |
| 1994  | Coupe du monde - l'étape de Gérardmer                   | France           | Médaille d'argent  | 1 h 51 min 47 s |
| 1994  | Coupe du monde - l'étape de San Sebastian               | Espagne          | Médaille de bronze | 1 h 51 min 6 s  |
| 1994  | Coupe de France des clubs Avec le Racing Club de France | France           | Médaille d'argent  | 58 min 32 s     |
| 1993  | Championnat de France                                   | France           | Médaille d'argent  | 2 h 7 min 30 s  |
| 1992  | Championnat de France de duathlon                       | France           | Médaille d'argent  | Timing          |